# Bjesovi
Bjesovi (traduzindo: O Possessivo) é uma banda de rock alternativo surgia no município de Moravica, Gornji Milanovac.

## História

### Formação e separação (1985-1997)
A história da banda começa no meio dos anos 80 quando dois jovens de 17 anos, Zoran Marinkovic e Goran Maric começaram a escrever para a famosa revista musical iugoslava Džuboks sobre os nomes McCrywack & Max Radackow. Ao mesmo tempo, a dupla começa a gravar algumas músicas demo com a decisão de formarem uma banda. A banda foi formada em 1989 com o nome de "Baader-Meinhof". Depois de trocarem o nome para "Saint Gallen" e mais tarde, para "China Blue", a banda decide usar o nome "Bjesovi" (que é nada mais, nada menos do que o título de uma novela croata. A tradução significa "O Possesso"). Maric e Marinkovic, ambos vocalistas e compositores, foram apoiados pelos guitarristas Predrag Dabic e Goran Filipovic, pelo baixista Božidar Tanaskovic e pelo baterista Goran Ugarcina.
A banda venceu o Cacak Guitar Festival em 1989 e gravaram seu primeiro álbum U osvit zadnjeg dana (Na Madrugada do último dia) em 1990. O ano de 1991 trouxe para a banda uma nova formação, já que Božidar Tanaskovic e Goran Ugarcina saíram da banda e foram substituídos por Dejan Petrovic e Miroslav Marjanovic, ambos baixista e baterista, respectivamente. Em 1993, a banda ganha no Zajecar Gitarijada e em 1994, no Brzi Bendovi Srbije festival, o que lhes dá a chance de gravar um novo álbum. O álbum sem título, apenas conhecido pelo nome da banda, foi lançado em 1994, e não se provou ser o melhor álbum da banda. A banda assumiu um novo estilo, melhor reconhecível no segundo trabalho. Riffs pesados, ambiente obscuro, vocais pessimistas e únicos em cada faixa do álbum, isso tudo mostrou que o Bjesovi poderia atribuir a temas mais sérios e complicados do que muitas bandas de rock da época.
Seguido do excelente sucesso do álbum e das turnês, a banda entra em estúdio para gravar seu terceiro álbum Sve što vidim i sve što znam (Tudo o que eu vi e tudo o que eu sei) e lançá-lo em 1997, depois de treze meses. A formação, que perdeu o baixista Dejan Petrovic e o baterista Miroslav Marjanovic, ganhou os integrantes Igor Maleševic na bateria e o primeiro baixista da banda, Božidar Tanaskovic. Diferente do álbum anterior, o terceiro trabalho da banda mostra temas religiosos, o fim do socialismo e um ambiente mais otimista. Musicalmente não mudou muita coisa, e se tornou bastante reconhecível. Este álbum é considerado "Um dos álbuns mais caros gravados na Sérvia". Logo depois do lançamento do álbum, a banda encerra as atividades.
Em 1999, Goran Maric fez parte de um projeto de várias coletâneas de rock cristão chamado Pesme Iznad Istoka i Zapada (Músicas sobre o Leste e Oeste) que possui músicas com letras escritas pelo famoso bispo Nikolaj Velimirović. O projeto foi lançado na Páscoa, em 15 de Abril de 2001 pela PGP-RTS e pela rádio Svetigora.

### Reúnião (2000-atualmente)
Na primavera de 2000, Zoran Marinkovic, acompanhado de mais dois integrantes, Zoran Filipović (Guitarra nos últimos três álbuns da banda) e Miroslav Marjanović (Baterista no segundo álbum), junto de dois novos integrantes, Slobodan Vuković na guitarra e Dragan Arsić no baixo, reformaram o Bjesovi. Durante este tempo, o álbum sem título foi relançado pela One Records.
Em 22 de Março de 2002, a banda gravou sua aparição em Gornji Milanovac. Durante o verão na Free Zone Studio em Belgrado, as gravações foram remixadas e pós-produzidas. Com io nome de Na živo, a banda se focou mais no segundo e terceiro álbuns, com cinco e três canções, respectivamente. E claro, também possui mais duas novas canções: Čekam dan (Eu estou esperando pelo dia), Čak i da mogu (Mesmo se eu pudesse) e Kiša (Chuva).
Em 31 de Maio de 2003 no KST de Belgrado, a banda, que consistia em Marinkovic, Filipović, Marjanović, Vuković, Arsić (que neste momento começou a tocar guitarra na banda) e Marko Marković no baixo, gravaram um show ao vivo e lançaram em DivX oficial, o nome do lançamento é Live at KST, Belgrade 31.05.2003, disponível para todos e livre de qualquer preço. A própria banda financiou o lançamento e fez mais de 1000 cópias para entregar aos fãs, repórteres e emissoras de TV. No álbum tem um arquivo de texto onde está claramente escrito que este lançamento é um presente para todos os fãs e fazer cópias do lançamento é permitido e preferencial. O vídeo contém canções de todos os quatro álbuns mais todas as letras, biografias e entrevistas.
Em 2006, a banda apareceu no Zaječar Gitarijada festival, onde lá, apresentaram uma nova canção, intitulada Bolje ti (Você é melhor) na qual fazem aparição no novo álbum da banda. Ao mesmo tempo, Zoran Filipović, que havia tocado guitarra nos três primeiros álbuns, decide retornar a banda como sendo o baixista. A banda gravou doze novas canções em Kragujevac, no Češnjak studio. Logo a banda se muda para Vršac para a mixagem do álbum. Enfim, Bolje Ti (Você é melhor) foi finalmente mixado e terminado, e teve parte do seu material promovido através de várias estações de rádio. A banda gravou vídeos para todas as faixas do álbum e o primeiro vídeo a ser apresentado para a audiência foi o da música Laku noć (Boa Noite). Ao mesmo tempo, em 7 de Março de 2007, a banda faz performances abrindo os shows do Type O Negative. Depois de terminar o álbum, a banda começa a procura por uma gravadora.
Em 26 de Dezembro de 2008, a banda assina um contrato com a PGP-RTS e o álbum foi lançado em Abril de 2009. Ele foi lançado em formato DVD, contendo as músicas do álbum mais os vídeos promocionais gravados para todas as faixas e mais uma versão alternativa da faixa-título do álbum. No ano seguinte, a gravadora Multimedia Records lançou uma coletânea de vários artistas, incluindo uma música ao vivo do Bjesovi, Ne budi me (Ubij me) (Não Sou eu (Me Mate)), gravado em uma performance no KST de Belgrado em 4 de Novembro de 1995.

## Discografia

### Álbuns de estúdio
- U osvit zadnjeg dana (1991, Sound Galaxy)
- Bjesovi (1994, One Records)
- Sve što vidim i sve što znam (1997, Metropolis Records)
- Bolje Ti (2009, PGP-RTS)

### Álbuns ao vivo
- Na živo (2002, Metropolis Records)

### Álbuns em vídeo
- Live at KST, Belgrade 31.05.2003 (2003, lançado pela própria banda)
- Bolje ti (2009, DVD bônus do álbum)